# 许克尔霍芬
许克尔霍芬（德語：Hückelhoven，發音：[ˈhʏkl̩ˌhoːfn̩] ⓘ，發音：[ˈɦʏkəlˌɦɔː˦və]）是德国北莱茵-威斯特法伦州科隆行政区海因斯贝格县的城市，面积61.27平方千米，2023年12月31日人口为41,594人。